# Асуело
Асуело (ісп. Azuelo) — муніципалітет в Іспанії, у складі автономної спільноти Наварра. Населення — 41 особа (2009).
Муніципалітет розташований на відстані близько 270 км на північний схід від Мадрида, 60 км на захід від Памплони.

## Демографія
Динаміка населення (INE ):

## Галерея зображень

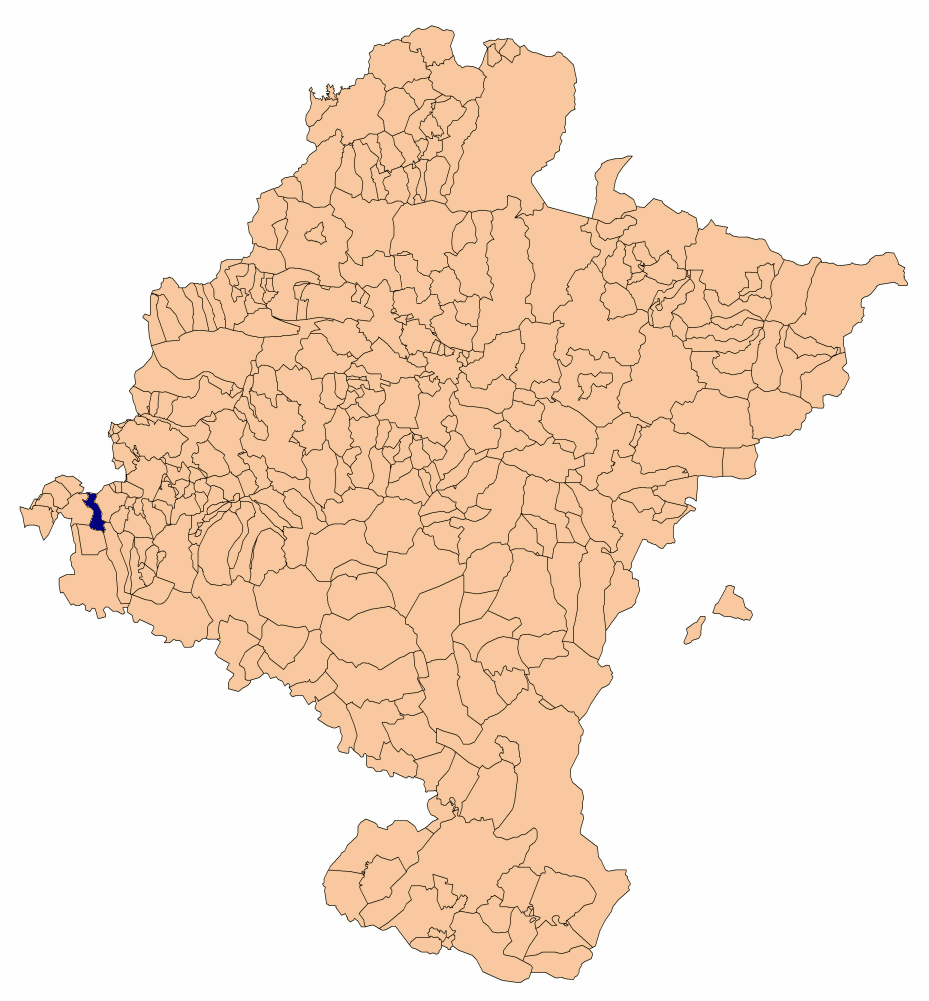
Розташування муніципалітету